# سمير السليمي
سمير السليمي (من مواليد الكرم في 5 جوان 1970)، هو مدرب ولاعب دولي تونسي سابق و محلل بقنوات بي إن سبورت. و هو الشقيق الأكبر لاحد نجوم الكرة التونسية عادل السليمي.

## كلاعب
وقع في العام 1979 أول إجازة له كلاعب مع فريق النجم الأولمبي لحلق الوادي والكرم. و في سنة 1987 خاض أول مباراة رسمية في الدوري التونسي بقميص النادي الإفريقي.
في شهر يونيو 1989 تقمص سمير السليمي زي المنتخب التونسي لأول مرة، و كان ذلك في مباراة جمعته بمنتخب زامبيا لكرة القدم.

## كمدرب
انطلقت مسيرته التدريبة مع فريق الشباب (أواسط) للنادي الإفريقي في 2004 قبل أن يمنح فرصة تدريب الفريق الأول بعد أشهر قليلة، لكن التجربة لم تعمر طويلا ليقال من تدريب النادي الإفريقي[بحاجة لمصدر] أياما بعد الخسارة في نصف نهائي كأس تونس 2005 يوم 1 مايو أمام غريمه التقليدي الترجي الرياضي التونسي برباعية نظيفة.

## السّجلّ الذّهبيّ

### مع النادي الإفريقي
- بطولة تونس (3): 1990، 1992، 1996
- كأس تونس (1): 1992
- دوري أبطال أفريقيا لكرة القدم (1): 1991
- الكأس الأفرو آسيوية (1): 1992
- البطولة العربية للأندية الفائزة بالكؤوس (1): 1995

## روابط خارجية
- سمير السليمي على موقع قاعدة بيانات كرة القدم.إي يو (الإنجليزية)
- سمير السليمي على موقع ناشيونال فوتبول تيمز (الإنجليزية)
- سمير السليمي على موقع كووورة